# Adam Gross
Adam Charles Gross (sinh ngày 16 tháng 2 năm 1986) là một cầu thủ bóng đá người Anh. Anh thi đấu nhiều trận cho Wales ở cấp độ trẻ. Anh cũng đại diện Anh nhiều lần, và thi đấu ở National Game XI. Anh thi đấu ở vị trí hậu vệ trái cho Thurrock.